# Narses (mestre dels soldats)

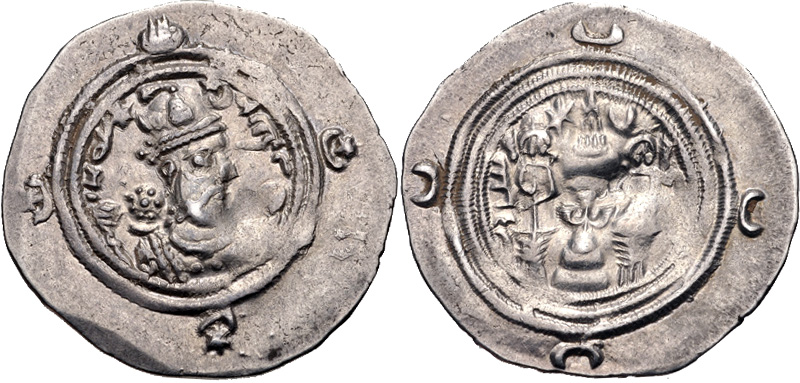
Moneda de Còsroes II l'any 590.

Narses va ser un militar de l'Imperi Romà d'Orient de finals del segle VI i principis del VII, mencionat principalment per les fonts al alçar-se contra l’Emperador Focas quan aquest pren el tron, aprofitant el seu càrrec de magister militum d’Orient.

## Carrera militar
El seu nom indica que seria d’ascendència armènia, com la resta dels seus homònims coetanis. A vegades se’l confon amb el Narses que Tiberi II envia com a adjunt del general Maurici durant la campanya contra els perses de 577-578.
Cap al 587/588, es mencionat com a dux de Constantia a l’Osroena, i més tard com a guardià del magister militum de l’exèrcit d’Orient, Comencíol. Per això el trobem participant en la campanya que va retornar el tron sassànida a Còsroes II després que aquest l’hagués perdut a mans de l’usurpador Vararanes VI. Comencíol era massa irrespectuós amb Còsroes, i per això fou rellevat del comandament, sent substituït per Narses. Aquest va portar l’exèrcit a Dara i després cap al Tigris, on va esperar l’arribada dels reforços armenis. Narses va comandar el centre de l’exèrcit juntament amb Còsroes durant la batalla del Balàrat, el 591, que va significar la derrota de l’usurpador. Aquesta expedició va permetre als romans signar una pau molt avantatjosa amb el sobirà persa, que va restar en deute amb l’Emperador Maurici.
Va continuar ocupant el càrrec de magister militum d’Orient des del 591 fins al 603. L’any 602, una revolta de l’exèrcit dels Balcans va enderrocar a Maurici, que fou assassinat, i entronitzà a Focas. Aviat va quedar clar que tindria un regnat inestable, sobretot al enemistar-se ben aviat amb Còsroes II, qui va aprofitar la inestabilitat per, sota el pretext de coronar al fill de Maurici, Teodosi, reprendre les hostilitats contra l’Imperi intentant recuperar el territori cedit en la pau del 591. L’any 603, Narses es va revoltar apoderant-se de la regió d’Edessa i va demanar ajut al sobirà persa. Focas va enviar al general Germà a la zona per tal de sotmetre’l. Narses fou encerclat però va sortir vencedor gràcies a la intervenció persa que va derrotar i matar a Germà el 604 a la batalla de Constantina. Aleshores Focas va entregar el comandament de l’exèrcit a Leonci, el qual va apoderar-se d’Edessa el 605, obligant Narses a fugir a Hieràpolis. Finalment Domencíol, nebot de Focas, va convèncer a Narses de rendir-se a canvi de conservar la vida. Tot i això, tot just tornar a Constantinoble, Focas el va fer cremar viu, una nova mostra de la tendència d’aquest d’eliminar cruelment el seus rivals.